# Искровая камера

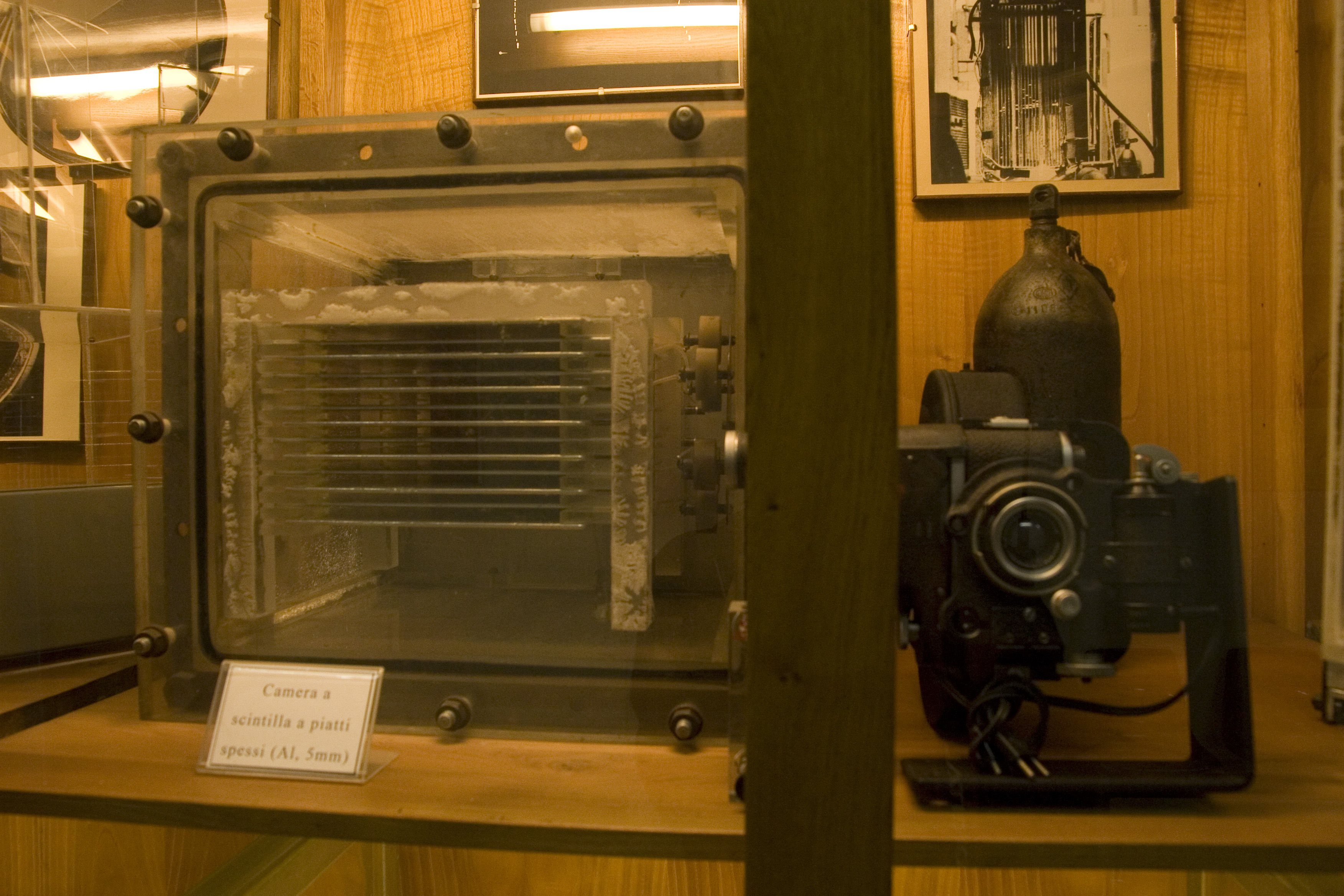
Искровая камера в музее Римского университета Сапиенца.

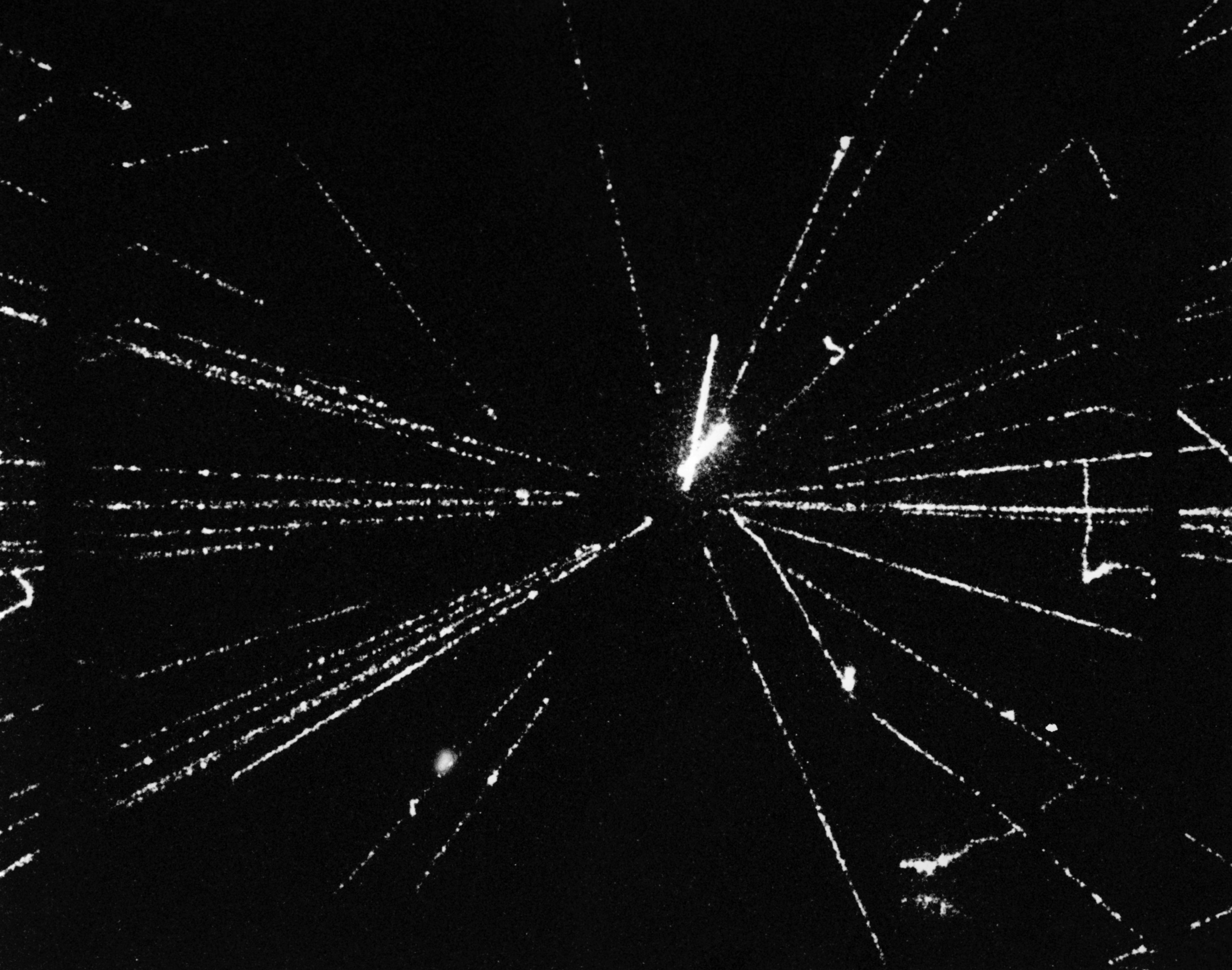
Столкновение протона и антипротона в искровой камере во время эксперимента UA5 в ЦЕРНе

Искровая камера — детектор высокоэнергетических заряженных частиц, в котором трек (траектория) частицы регистрируется как последовательность искр в инертном газе, заполняющем пространство между рядом металлических пластинок.
При прохождении через инертный газ заряженная частица ионизирует его. Между отдельными пластинами искровой камеры приложено напряжение, создающее электрическое поле, способное ускорить ионы до энергий, необходимых для ударной ионизации. Как следствие, возникает лавинный процесс, при котором образуется достаточное количество возбуждённых атомов, излучающих свет, переходя в основное состояние. Таким образом возникает искра. Последовательность искр между разными пластинами создаёт видимый трек.
Искровые камеры широко использовались в ядерной физике в 1930—1960 годах, но потом уступили место более совершенным конструкциям детекторов.